# Komorniki (gmina Komorniki)
Komorniki (niem. Kummernick) – wieś w Polsce położona w województwie wielkopolskim, w powiecie poznańskim, siedziba gminy Komorniki.

## Historia
Wbrew twierdzeniom B. Pawlaka, który w „Szkicach z dziejów Ziemi Komornickiej” twierdził, że pierwsze wzmianki o Komornikach pochodzą z bulli papieża Innocentego II z roku 1136, wspomniana bulla (nazywana bullą gnieźnieńską) nie zawiera wzmianki o miejscowości o takiej nazwie. Nazwa miejscowości pochodzi prawdopodobnie od nazwy urzędnika pierwszych Piastów – komornika. Lokacja Komornik rozpoczęła się w 1290, ostatecznie lokacja nastąpiła w roku 1297, dokonał jej biskup poznański Jan II Herbicz. Wieś położona była w 1580 w powiecie poznańskim województwa poznańskiego. 
W 1833 władze pruskie ustanowiły wójtostwo Komorniki z siedzibą w Fabianowie. Wójtostwo to istniało do 1911, kiedy to podzielono je między dwa wójtostwa, Stęszew i Dopiewo. Komorniki zostały wtedy przyłączone do Dopiewa. 
W 1954 powstała gromada Komorniki. Wieś Komorniki stały się wówczas siedzibą nowej gromady. W 1973 gromadę zlikwidowano i utworzono gminę Komorniki, której siedzibą jest wieś Komorniki. W latach 1975–1998 miejscowość należała administracyjnie do województwa poznańskiego.
Najciekawszym zabytkiem jest neobarokowy kościół św. Andrzeja Apostoła (istniejący od XII wieku, ostatnia przebudowa w 1912) z bogatą polichromią (wykonaną przez artystów poznańskich na początku XX wieku) oraz zabytkowymi organami. W kościele odbywa się część koncertów Ogólnopolskiego Festiwalu Muzyki Organowej i Kameralnej - Komorniki.
Na terenie miejscowości od listopada 2003 znajduje się także Ogród Pamięci z zespołem steli, głazów i drzew pamiątkowych.